# Christophe Riblon

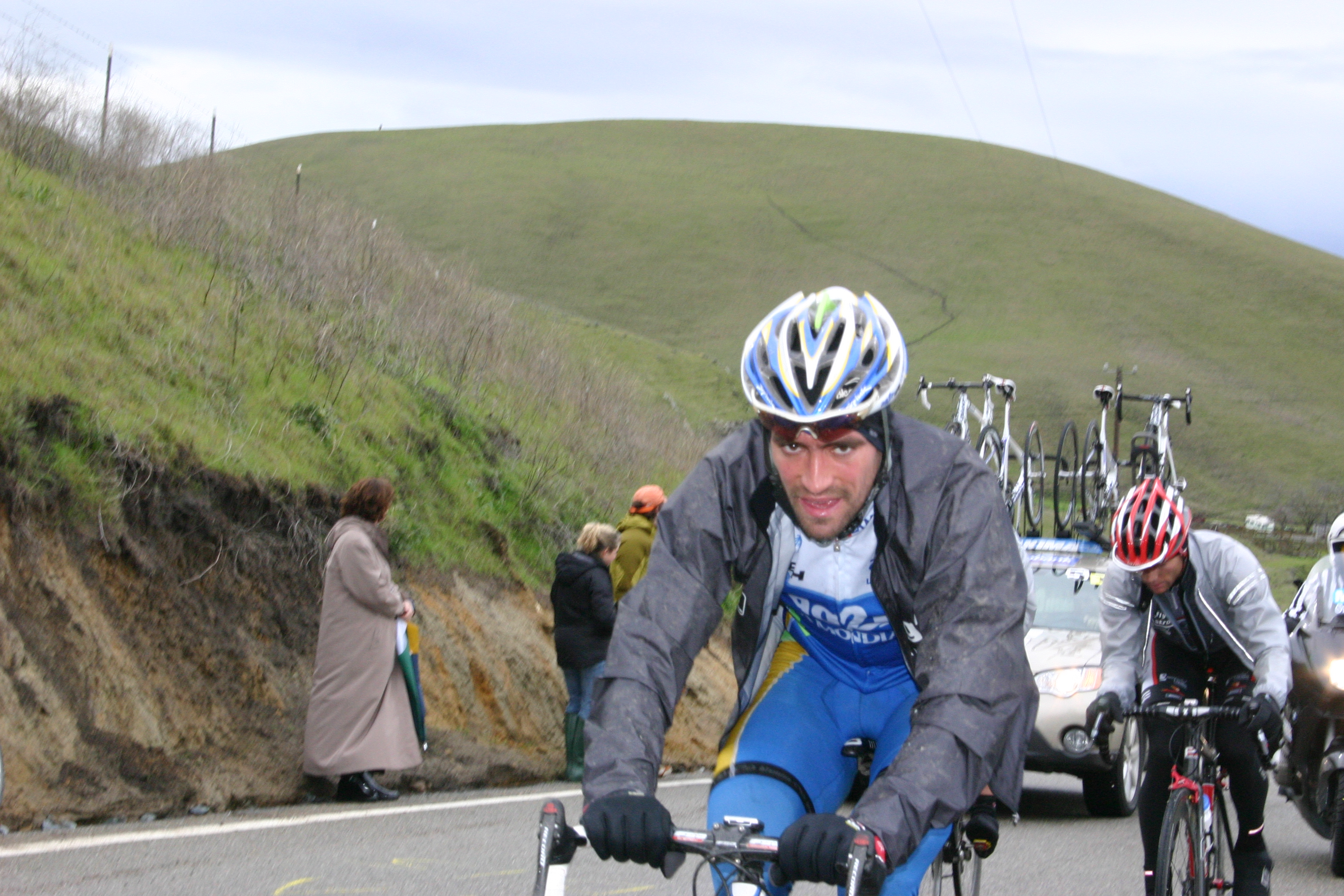
Pendant le Tour de Californie 2009.

Christophe Riblon, né le 17 janvier 1981 à Tremblay-lès-Gonesse (Seine-Saint-Denis), est un coureur cycliste français, professionnel de 2005 à 2017 au sein de l'équipe française AG2R La Mondiale. Il a notamment remporté la première étape pyrénéenne du Tour de France 2010 à Ax 3 Domaines, l'étape de l'Alpe d'Huez lors du Tour de France 2013 et a obtenu deux médailles d'argent lors de championnats du monde de cyclisme sur piste : à la course aux points en 2008 et à l'américaine avec Morgan Kneisky en 2010.

## Carrière cycliste

### Années amateur
Membre de l'Entente cycliste Aulnay-sous-Bois en catégorie junior en 1998, Christophe Riblon est vice-champion de France de l'américaine dans sa catégorie. Toujours junior l'année suivante, il court au Club olympique multisports d'Argenteuil. Il remporte le championnat d'Île-de-France sur route et est vice-champion de France du contre-la-montre et de la course aux points. Il participe aux championnats du monde juniors, où il se classe quatrième de la poursuite et sixième de la course aux points,.
En 2000, il rejoint l'AC Boulogne-Billancourt et évolue en catégorie espoirs. Il devient champion d'Île-de-France du contre-la-montre de cette catégorie. De 2001 à 2004, Christophe Riblon est membre du CC Nogent-sur-Oise. Il remporte la médaille d'argent de la poursuite par équipes aux championnats d'Europe en 2002. Aux championnats de France sur route espoirs, il se classe troisième du contre-la-montre et sixième de la course en ligne. En 2003, il est vice-champion de France de la course aux points espoirs et remporte le Tour du Haut-Anjou et la Ronde de l'Oise. L'année suivante, il remporte à nouveau cette épreuve, ainsi que le championnat de France élite 2,. En septembre 2004, il est stagiaire dans l'équipe professionnelle AG2R Prévoyance, au sein de laquelle il devient professionnel en 2005.

### 2005 - 2017, AG2R
En avril 2005, Christophe Riblon acquiert son premier succès chez les professionnels en remportant avec six autres coureurs d'AG2R Prévoyance le contre-la-montre par équipes du Tour de Castille-et-León. En août, il est dixième du Tour du Poitou-Charentes et deuxième du Tour de l'Avenir. Il obtient sa première victoire individuelle en 2006, une étape du Circuit de Lorraine. Il est également cinquième du Grand Prix de Plumelec-Morbihan cette année-là. En 2007, il participe à un plus grand nombre d'épreuves majeures (Paris-Roubaix, Tour des Flandres, Amstel Gold Race, Tour de Suisse) dont son premier grand tour, le Tour d'Italie, qu'il termine à la 82e place. Il remporte le Tour de la Somme et se classe neuvième du championnat de France sur route. Au printemps 2008, ses présences dans des échappés valent à Christophe Riblon la deuxième place du classement de la montagne du Tour de Catalogne, et une quatrième place lors de la dernière étape du Critérium du Dauphiné libéré. En juillet, il prend part à son premier Tour de France, qu'il achève à la 134e place. Le mois suivant, il participe aux Jeux olympiques à Pékin avec l'équipe de France. Il se classe cinquième de la poursuite par équipes avec Damien Gaudin, Matthieu Ladagnous et Nicolas Rousseau, et 21e de la course aux points.
En juin 2009, Riblon décroche une victoire d'étape lors de la Route du Sud puis il termine septième du championnat de France sur route. Le mois suivant, échappé avec son coéquipier italien Rinaldo Nocentini lors de la septième étape, il l'aide à conquérir le maillot jaune qu'il va garder 8 jours. Il termine ensuite sixième de la Classique de Saint-Sébastien après le déclassement de Carlos Barredo. Faisant partie des six coureurs sélectionnés par Laurent Jalabert pour la course en ligne des championnats du monde sur route, il termine la course à plus de 5 minutes du vainqueur, l'Australien Cadel Evans.
En 2010, il se signale dès le mois de février en remportant les Boucles du Sud Ardèche. Le mois suivant, il participe aux championnats du monde de cyclisme sur piste. Associé à Morgan Kneisky, il remporte la médaille d'argent de l'américaine. En juin, il termine septième du Critérium du Dauphiné. Sélectionné pour son troisième Tour de France consécutif, il a alors comme objectif de bien figurer au classement général. Cependant, il ne peut satisfaire ses ambitions initiales. Faisant partie d'une échappée lors de la première étape des Pyrénées, il résiste au retour des favoris lors de la dernière montée et s'impose en solitaire à Ax 3 Domaines.
En 2011, il termine deuxième du championnat de France du contre-la-montre.

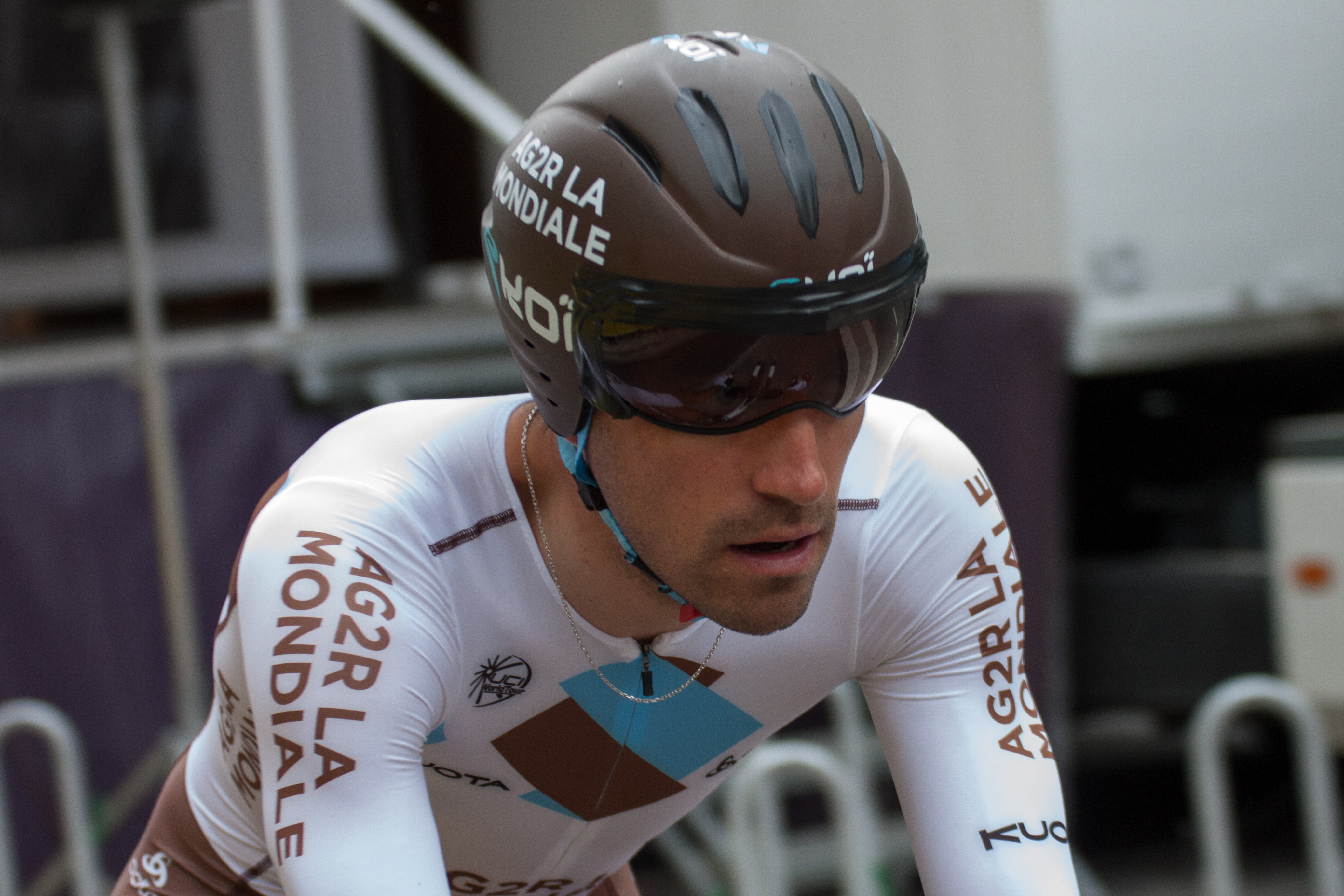
Christophe Riblon avant le prologue du Dauphiné 2012

En 2012, Christophe Riblon ne remporte aucune victoire. Il prend la neuvième de Tirreno-Adriatico, où son coéquipier, Rinaldo Nocentini frôle le podium, et où AG2R La Mondiale remporte le classement par équipe. Il participe au Tour de France.
En 2013, il reprend la compétition mi-février sur le Tour du Haut-Var qu'il termine à la 70e place du classement général. Deuxième week-end français pour lui, avec la Drôme Classic, annulée pour cause de neige, et la Classic Sud Ardèche qu'il ne termine pas. Il s'ensuit une série d'abandons : Le Samyn, Classic Loire-Atlantique, Cholet-Pays de Loire. À noter qu'il ne participe pas à Tirreno-Adriatico sur lequel il avait obtenu la 9e place l'année précédente. Il termine enfin une course, le Critérium international, remporté par Christopher Froome, mais abandonne une nouvelle fois à sa compétition suivante, la Route Adélie. Son Tour du Pays basque se conclut par une 68e place du classement général. Abandonnant à nouveau au Tour du Finistère, et au Tro Bro Leon, Christophe Riblon n'aura terminé aucune course d'un jour jusqu'à sa 62e place sur La Roue Tourangelle. Il obtient ensuite son premier top 20 de la saison sur une course par étape aux Quatre Jours de Dunkerque, où il épaule le leader de l'équipe Samuel Dumoulin. Son premier abandon sur une course par étape survient sur le Tour de Bavière en mai. En juillet, il participe au Tour de France. Il s'impose lors de l'étape de l'Alpe d'Huez, obtenant ainsi son deuxième succès dans une étape de haute montagne du Tour, trois ans jour pour jour après sa victoire à Ax 3 Domaines. Dans cette étape, où, pour célébrer la centième édition du Tour, l'Alpe d'Huez est gravie deux fois, il est dans la grande échappée du jour. Après la première ascension, trois sont en position de gagner: l'Italien Moreno Moser, l'Américain Tejay van Garderen, et Riblon. Van Garderen s'en va seul au pied de la dernière montée. Riblon, seul, semble décroché. Les commentateurs annoncent à 5 kilomètres de l'arrivée qu'il ne reviendra pas. Il y parvient cependant, rejoint van Garderen, qu'il attaque à 2 kilomètres de l'arrivée, s'assurant une victoire de prestige. À l'issue du Tour, il est récompensé du titre du super-combatif. Enchainant avec le Tour de Pologne, il y remporte la deuxième étape au passo Pordoi, devenant ainsi troisième du classement général à six secondes du Polonais Rafał Majka. Riblon, à l'attaque dans le final de la sixième étape, la termine en deuxième position et prend alors la tête du classement général. Il termine finalement la course par étapes polonaise à la troisième place le lendemain à l'issue du contre-la-montre final, devancé par Pieter Weening et Ion Izagirre. Sélectionné ensuite pour la course en ligne des championnats du monde de Florence, Riblon ne finit pas la course.
Au mois de novembre 2016 il prolonge d'un an le contrat qui le lie à l'équipe AG2R La Mondiale. Non-conservé par la formation de Vincent Lavenu pour la saison 2018, il décide de mettre un terme à sa carrière professionnelle.

## Reconversion

### Dans les médias
Depuis 2018, Christophe Riblon est consultant sur la chaîne L'Équipe. Il a commenté notamment le Tour d'Italie avec Patrick Chassé et Cyrille Guimard.

### Dans le monde du sport
Au sortir de sa carrière sportive, il suit une formation pour obtenir le DEJEPS haut niveau (Diplôme d'Etat de la jeunesse de l'éducation populaire et du sport). Dans ce cadre, il effectue la partie alternance du cursus de cette formation au VC Rouen 76 et chez AG2R La Mondiale lors de la saison 2019.
Lors de la rentrée 2019, il s'inscrit à la formation de manager général de club sportif dispensée par le Centre de droit et d'économie du sport de Limoges.
Il devient directeur sportif adjoint du VC Rouen 76 aux côtés de Jean-Philippe Yon et Pascal Carlot.

## Palmarès sur route

### Palmarès amateur
| - 2002 - 2e du championnat de France du contre-la-montre par équipes - 3e du championnat de France du contre-la-montre espoirs - 2003 - Tour du Haut-Anjou : - Classement général - 1re et 2e (contre-la-montre) étapes - Ronde de l'Oise | - 2004 - Champion de France sur route amateurs - 1re étape de la Ronde de l'Oise - 2e de la Ronde de l'Oise - 2e du Grand Prix de Luneray |  |

### Palmarès professionnel
| - 2005 - 3e étape du Tour de Castille-et-León (contre-la-montre par équipes) - 2e du Tour de l'Avenir - 2006 - 4e étape du Circuit de Lorraine - 2007 - Classement général du Tour de la Somme - 2009 - 3e étape de la Route du Sud - 6e de la Classique de Saint-Sébastien - 2010 - Boucles du Sud Ardèche - 14e étape du Tour de France - 7e du Critérium du Dauphiné - 2011 - 2e du championnat de France du contre-la-montre - 8e du Tour de Pologne | - 2012 - 9e de Tirreno-Adriatico - 2013 - Tour de France : - Prix de la combativité - 18e étape - 2e étape du Tour de Pologne - 3e du Tour de Pologne - 2014 - 4e du Tour de Pologne - 2015 - 7e du Tour de Pologne |  |

### Résultats sur les grands tours

#### Tour de France
8 participations
- 2008 : 137e
- 2009 : 82e
- 2010 : 28e, vainqueur de la 14e étape
- 2011 : 51e
- 2012 : 73e
- 2013 : 37e, vainqueur de la 18e étape,  supercombatif
- 2014 : 120e
- 2015 : 68e

#### Tour d'Italie
1 participation
- 2007 : 82e

#### Tour d'Espagne
4 participations
- 2009 : 46e
- 2010 : 130e
- 2012 : 162e
- 2016 : 153e

### Classements mondiaux
| Année                  | 2005 | 2006 | 2007 | 2008 | 2009 | 2010 | 2011 | 2012 | 2013 | 2014 | 2015 | 2016 |
| ---------------------- | ---- | ---- | ---- | ---- | ---- | ---- | ---- | ---- | ---- | ---- | ---- | ---- |
| Classement ProTour     |      | nc   | nc   | nc   |      |      |      |      |      |      |      |      |
| Calendrier mondial UCI |      |      |      |      | 146e | 88e  |      |      |      |      |      |      |
| UCI Europe Tour        | 205e |      |      |      |      |      |      |      |      |      |      |      |
| UCI World Tour         |      |      |      |      |      |      | 127e | 153e | 49e  | 79e  | 104e | nc   |

## Palmarès sur piste

### Jeux olympiques
- Pékin 2008
  - Demi-finaliste de la poursuite par équipes
  - 21e de la course aux points

### Championnats du monde
- Los Angeles 2005
  - 7e de la poursuite par équipes
- Manchester 2008
  -  Médaillé d'argent de la course aux points
- Ballerup 2010
  -  Médaillé d'argent de l'américaine (avec Morgan Kneisky)
  - 6e de la course aux points

### Championnats d'Europe
- Büttgen 2002
  -  Médaillé d'argent de la poursuite par équipes espoirs

### Championnats de France
- 2003
  - 2e de la course aux points espoirs

## Distinctions
- Vélo d'or français : 2013